# Loch Na Berie

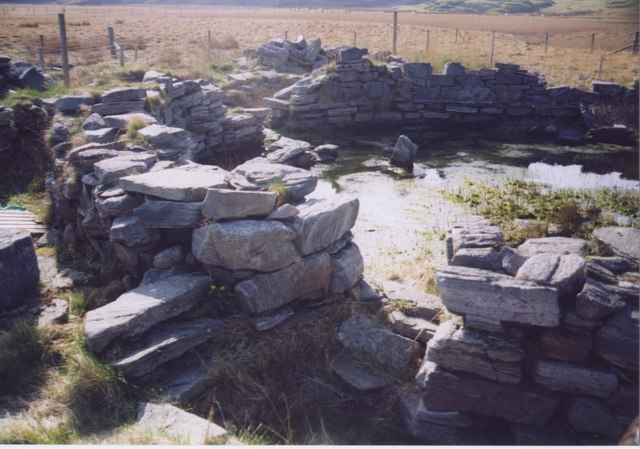
Loch Na Berie

Loch Na Berie (auch Traigh Na Berie genannt) ist ein eisenzeitlicher Broch (runder Turm) und ein Damm im Loch na Berie (einem verlandeten See) in Kneep (auch Cnip), auf der Isle of Lewis der Äußeren Hebriden in Schottland. Der Broch wurde in den 1980er-Jahren ausgegraben.
Der Broch liegt etwa 400 Meter von der Nordwestküste. Es wird angenommen, dass er früher auf einer Insel gelegen hat, da das Land im Osten versumpft ist. Der Broch hat etwa 16,5 m Durchmesser. Die Wände sind etwa 3,0 Meter dick und stellenweise noch über 2,0 m hoch erhalten. Ein Damm aus Steinen, die aus dem Broch entfernt wurden, wurde westlich des Broch gebaut, wobei man glaubt, dass dem neueren ein älterer zugrunde liegt. 
Etwa 500 m entfernt liegt der Broch Dun Bharabhat.
Die Anlage ist als Scheduled Monument geschützt.